# İnan Altin
Pour les articles homonymes, voir Altin.
 (avril 2022).
La mise en forme du texte ne suit pas les recommandations de Wikipédia : il faut le « wikifier ».
Les points d'amélioration suivants sont les cas les plus fréquents :
- Les titres sont pré-formatés par le logiciel. Ils ne sont ni en capitales, ni en gras.
- Le texte ne doit pas être écrit en capitales (les noms de famille non plus), ni en gras, ni en italique, ni en « petit »…
- Le gras n'est utilisé que pour surligner le titre de l'article dans l'introduction, une seule fois.
- L'italique est rarement utilisé : mots en langue étrangère, titres d'œuvres, noms de bateaux, etc.
- Les citations ne sont pas en italique mais en corps de texte normal. Elles sont entourées par des guillemets français : « et ».
- Les listes à puces sont à éviter, des paragraphes rédigés étant largement préférés. Les tableaux sont à réserver à la présentation de données structurées (résultats, etc.).
- Les appels de note de bas de page (petits chiffres en exposant, introduits par l'outil «  Source ») sont à placer entre la fin de phrase et le point final[comme ça].
- Les liens internes (vers d'autres articles de Wikipédia) sont à choisir avec parcimonie. Créez des liens vers des articles approfondissant le sujet. Les termes génériques sans rapport avec le sujet sont à éviter, ainsi que les répétitions de liens vers un même terme.
- Les liens externes sont à placer uniquement dans une section « Liens externes », à la fin de l'article. Ces liens sont à choisir avec parcimonie suivant les règles définies. Si un lien sert de source à l'article, son insertion dans le texte est à faire par les notes de bas de page.
- La présentation des références doit suivre les conventions bibliographiques. Il est recommandé d'utiliser les modèles {{Ouvrage}}, {{Chapitre}}, {{Article}}, {{Lien web}} et/ou {{Bibliographie}}. Le mode d'édition visuel peut mettre en forme automatiquement les références.
- Insérer une infobox (cadre d'informations à droite) n'est pas obligatoire pour parachever la mise en page.

Pour une aide détaillée, merci de consulter Aide:Wikification.
Si vous pensez que ces points ont été résolus, vous pouvez retirer ce bandeau et améliorer la mise en forme d'un autre article.
 (avril 2022).
 (avril 2022).
L'article doit être relu — et modifié si nécessaire — par des contributeurs indépendants pour apporter un regard critique aux contributions effectuées en violation des conditions d'utilisation de Wikipédia, tant sur la forme (notamment concernant le style encyclopédique, la proportionnalité) que sur le fond (la neutralité de point de vue, la qualité et l'indépendance des sources).
İnan Altin est né en 1976 en Turquie à  Istanbul. Musicien et réalisateur, il rejoint la chorale de Grup Yorum en 1996, et le Groupe Özgürlük Türküsü la même année.

## Biographie
En 1997, Inan Altin entre à l'Université Technique d'Istanbul TMDK (Conservatoire d'État de musique turque).
Il rejoint Grup Yorum en 1998. Il y joue des instruments à clé, de la guitare acoustique, de la batterie acoustique et des percussions. Il épouse Selma Altın, la chanteuse principale de Grup Yorum, en 2008. 
Entre 2001 et 2017, il travaille comme compositeur, arrangeur et directeur d'enregistrement sur 9 albums de Grup Yorum. 
Il a fondé et dirigé les orchestres qui ont accompagné Grup Yorum sur scène lors des concerts Grup Yorum Harbiye Open Air entre 2001 et 2009, et lors des concerts Bakırköy "Independent Turkey" entre 2011 et 2014.
En 20 ans, il a contribué à l'éducation musicale d'environ 2000 étudiants dans les chœurs folkloriques Grup Yorum, qui ont été établis dans de nombreuses villes de Turquie, en particulier à Istanbul. Il réalise le DVD du concert du 25e anniversaire du Grup Yorum  qui s'est tenu au stade İnönü en 2010. 
Faisant partie des fondateurs de l'Orchestre Umudun Çocukları (Children of Hope Orchestra), fondé en 2013, et de Sanat Meclisi (l'Art Council), également créé en 2013, il débute dans le cinéma en 2010.

## Carrière cinématographique
En 2012, neuf grands réalisateurs turcs signent une œuvre collective consacrée aux prisons de type F en Turquie. Inan Altın participe à la réalisation d'un des courts métrages. Il entreprend la conception du projet du film F-Tipi (Type F) et en est le directeur artistique général.
En 2015, il commence à écrire le scénario du film Mahalle (Le Quartier) avec le président de ÇHD, l'avocat Selçuk Kozağaçlı et l'artiste de théâtre Veysel Şahin.

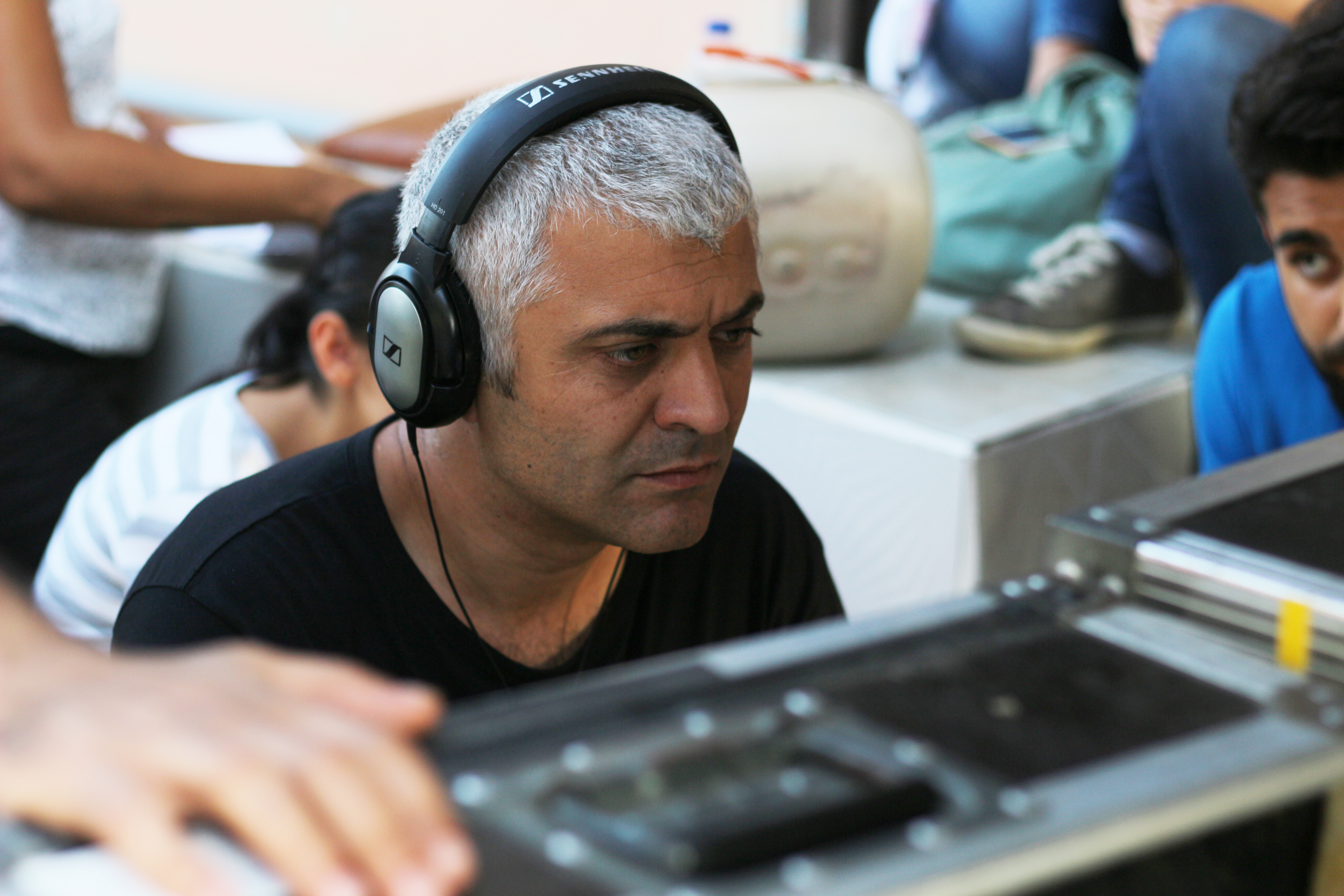
İnan Altın, lors du tournage du film Mahalle (Le Quartier).

Inan Altın, a été détenu à plusieurs reprises. En 2016, tous les membres de Grup Yorum dont lui sont arrêtés par la police turque. Lors de la première audience, tenue 3 mois plus tard, il est libéré avec tous les membres de son groupe.
Lorsqu'un mandat de perquisition a été émis contre les membres de Grup Yorum pendant le tournage du film, il s'est rendu en France avec sa femme Selma Altın pour terminer le film avec la décision conjointe de tous les membres de Grup Yorum. 
Il a complété le film avec son travail d'animation et de post-production. Mahalle (Le Quartier) est le premier long métrage réalisé par İnan Altın.

## Participation à la discographie de Grup Yorum
1. Boran Fırtınası (1998)
2. Kucaklaşma (1999)
3. Yıl Seçmeler (2000)
4. Eylül (2001)
5. Feda (2001)
6. Biz Varız (2003)
7. Yürüyüş (2003)
8. Yıldızlar Kuşandık (2006)
9. Başegmeden (2008)
10. Halkın Elleri (2013)
11. Ruhi Su (2015)
12. İlle Kavga (2017)